# Чайки (Люблінське воєводство)
Ча́йки (пол. Czajki) — село в Польщі, у гміні Красничин Красноставського повіту Люблінського воєводства.
Населення — 241 особа (2011).
У 1975—1998 роках село належало до Холмського воєводства.

## Демографія
Демографічна структура станом на 31 березня 2011 року:
|          | Загалом | Допрацездатний вік | Працездатний вік | Постпрацездатний вік |
| -------- | ------- | ------------------ | ---------------- | -------------------- |
| Чоловіки | 108     | 19                 | 69               | 20                   |
| Жінки    | 133     | 17                 | 66               | 50                   |
| Разом    | 241     | 36                 | 135              | 70                   |